# Pokorneyellina
Pokorneyellina es un género de foraminífero bentónico considerado un sinónimo posterior de Arnaudiella de la subfamilia Lepidorbitoidinae, de la familia Lepidorbitoididae, de la superfamilia Orbitoidoidea, del suborden Rotaliina y del orden Rotaliida. Su especie tipo era Siderina douvillei. Su rango cronoestratigráfico abarcaba el Campaniense.

## Clasificación
Pokorneyellina incluía a la siguiente especie:
- Pokorneyellina douvillei †, aceptado como Arnaudiella grossouvrei